# Lamothe-en-Blaisy
Pour les articles homonymes, voir Lamothe.
Lamothe-en-Blaisy, commune déléguée de Colombey les Deux Églises, est une ancienne commune française située dans le département de la Haute-Marne en région Grand Est.

## Géographie

### Localisation
Lamothe-en-Blaisy est située dans le département de la Haute-Marne en région Grand-Est.
À vol d'oiseau, elle se situe à 4,7 km de Colombey-les-Deux-Églises, chef-lieu de la commune auquel la commune déléguée appartient. Elle est distante de 20,3 km de Chaumont, préfecture du département et de 202,8 km de Paris.

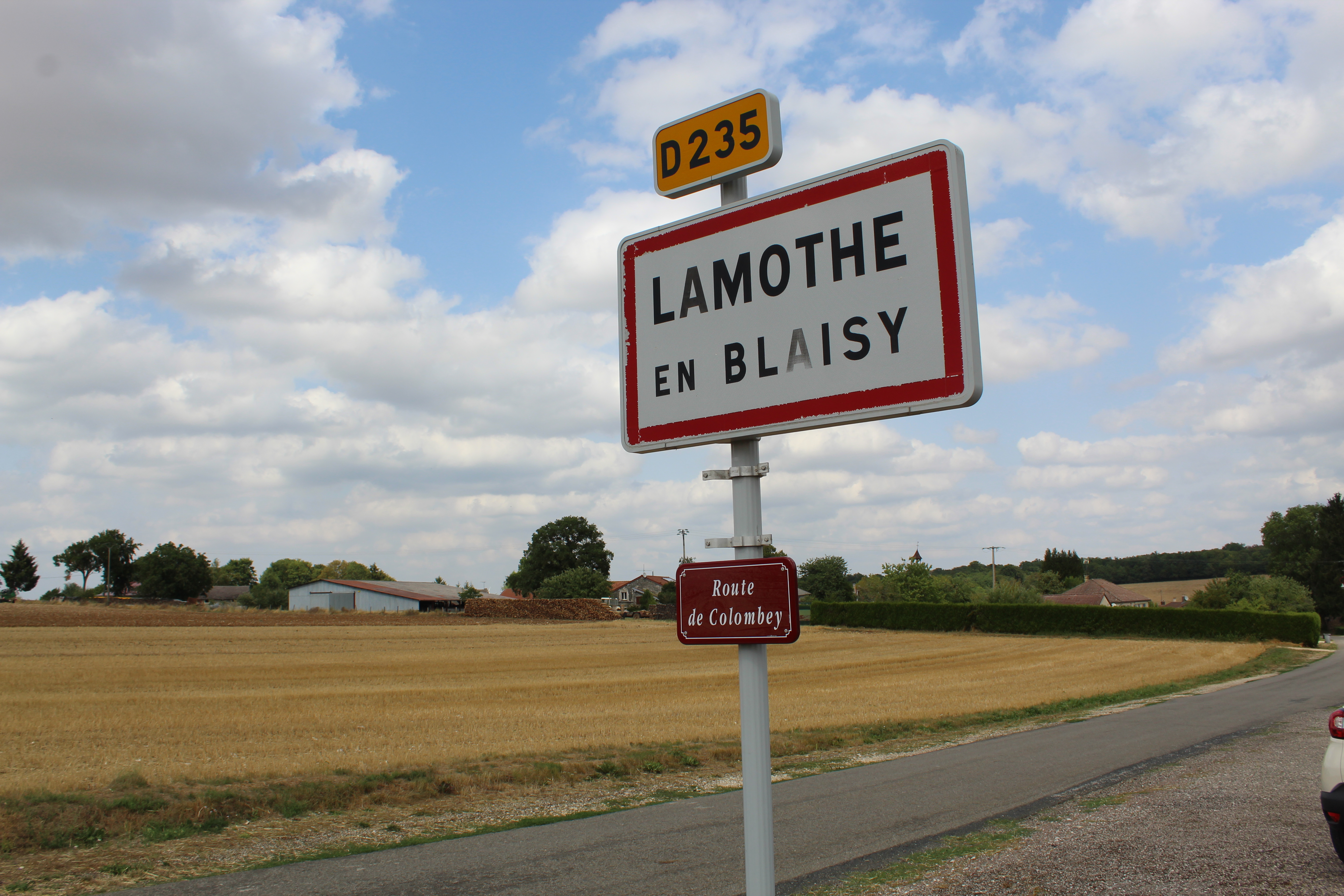
Entrée du village.

Avant sa fusion avec Colombey-les-Deux-Églises, Lamothe-en-Blaisy était limitrophe, entre 1973 et 2016, de trois autres communes : Colombey-les-Deux-Églises, Curmont et Lachapelle-en-Blaisy. Avant 1973, elle était limitrophe de cinq communes, dont trois qui ont fusionné avec Colombey-les-Deux-Églises : Biernes, Blaise, Curmont, Pratz et Lachapelle-en-Blaisy. La commune déléguée fait partie du bassin de vie de Bar-sur-Aube.

### Géologie et relief
La superficie de la commune est de 1 021 hectares ; son altitude moyenne est de 292 mètres.
Le sous-sol géologique de la commune déléguée date du jurassique, avec la présence d'un sol d'argiles, de calcaire et de marne. Lamothe-en-Blaisy se trouve sur la vallée de la Blaise, dont le cours d'eau a sculpté une zone de plateau.
Le risque sismique est considéré comme très faible soit en zone 1 selon la carte du zonage définie par le gouvernement,.

### Hydrographie
Lamothe-en-Blaisy est traversée par la Blaise qui prend sa source à Gillancourt. La commune déléguée se situe ainsi sur le bassin versant de la Seine car la Blaise se jette dans la Marne, affluent de la Seine.
Pour faire face au risque d'inondation, un atlas des zones inondables a été adopté en 2009 pour la Blaise, adopté par le préfet du département,,.
Avec ces risques d'inondations, Lamothe-en-Blaisy a connu également des coulées de boue et des mouvements de terrain en 1983 et en 1989, à cause de la topographie des lieux.

### Climat
La station climatique la plus proche est celle de Saint-Dizier, située sur la base aérienne 113 à 44 km à vol d'oiseau au nord de Lamothe-en-Blaisy. Une autre station climatique se situe à Blécourt à 19 km de la commune déléguée, mais les données ne sont pas publiques.
| Mois                              | jan. | fév. | mars  | avril | mai   | juin  | jui.  | août | sep.  | oct.  | nov. | déc. | année   |
| --------------------------------- | ---- | ---- | ----- | ----- | ----- | ----- | ----- | ---- | ----- | ----- | ---- | ---- | ------- |
| Température minimale moyenne (°C) | −0,3 | 0,2  | 1,9   | 4,3   | 8,1   | 11,2  | 12,9  | 12,7 | 10,2  | 7,1   | 2,8  | 0,4  | 6       |
| Température moyenne (°C)          | 2,5  | 3,8  | 6,4   | 9,5   | 13,5  | 16,7  | 18,7  | 18,3 | 15,5  | 11,5  | 6,2  | 3,3  | 10,5    |
| Température maximale moyenne (°C) | 5,3  | 7,4  | 10,8  | 14,7  | 18,8  | 22,1  | 24,5  | 23,9 | 20,8  | 16    | 9,6  | 6,2  | 15      |
| Ensoleillement (h)                | 51,1 | 83,7 | 120,9 | 165,1 | 206,7 | 219,4 | 246,3 | 217  | 170,7 | 122,6 | 67,6 | 54   | 1 725,1 |
| Précipitations (mm)               | 74,7 | 61,1 | 65,4  | 55,2  | 75,8  | 72,8  | 66,5  | 70,1 | 64,2  | 68,1  | 72,4 | 80   | 826,3   |

### Voies de communication et transports

#### Voies de communication
Lamothe-en-Blaisy se trouve sur la route départementale 133, reliant Blaise à Saint-Martin-sur-la-Renne en passant par Juzennecourt, où elle croise la route départementale 619, qui permet de rejoindre Chaumont, préfecture du département. Une autre route, la route départementale 235 relie la commune déléguée à Colombey-les-Deux-Églises, chef-lieu de la commune.

#### Transports
La commune déléguée ne dispose pas d'autres moyens de transport comme le ferroviaire et le transport en commun.
La gare ferroviaire, la plus proche, est celle de Bologne à 15 km, située sur la ligne de Blesme - Haussignémont à Chaumont et elle est desservie par la ligne 6 (Reims ↔ Châlons-en-Champagne ↔ Saint-Dizier ↔ Chaumont ↔ Dijon) du TER Champagne-Ardenne. Une autre gare, celle de Bar-sur-Aube, qui se trouve à 17 km de la commune déléguée, est desservie par la ligne 3 (Paris-Est ↔ Troyes ↔ Chaumont ↔ Langres ↔ Vesoul ↔ Belfort) du TER Champagne-Ardenne.

## Urbanisme

### Morphologie urbaine
La forme urbaine de la commune déléguée ressemble à celle d'un village-rue étirée le long de route départementale 133 reliant Blaise à Saint-Martin-sur-la-Renne, mais son habitat est surtout groupée autour de l'église du village avec quelques habitations construites sur la route allant à Colombey-les-Deux-Églises,. Le patrimoine urbain est caractérisé aussi par un bâti ancien vieillissant dans le centre village.

### Logements
Au recensement de 2013, le nombre total de logements dans la commune était de 52 logements, dont 33 résidences principales, 13 résidences secondaires et 6 logements vacants, alors qu'il était de 53 en 2008.
Parmi ces logements, 63,7 % étaient des résidences principales, 24,2 % des résidences secondaires et 12,1 % des logements vacants. Ces logements étaient tous des maisons individuelles.
La proportion des résidences principales, propriétés de leurs occupants était de 87,5 %, en hausse par rapport à 2008 (81,8 %). La part de logements HLM loués vides est inexistant comme en 2007 mais 6,3 % sont locataires de leurs domiciles principales dans le parc locatif privé et 6,3 % sont logés gratuitement.
L'âge moyen du parc immobilier est surtout ancien. Les constructions neuves sont moins importantes : seulement 6,3 % des résidences principales date de 2006 à 2010 et également 6,3 % pour la période de 1990 à 2005. Au contraire, les constructions antérieures à 1919 représentaient 68,7 % des résidences principales, 15,6 % des constructions datent de 1971 à 1990 et 3,1 % pour la période de 1946 à 1970.
La plupart des habitations possèdent, en majorité, trois pièces (9,4 %), quatre pièces (18,7 %) ou cinq pièces et plus (62,5 %). La commune dispose à 3,1 % de petits logements avec une pièce comme en 2008 et les logements de deux pièces sont aussi minoritaires (6,3 %).
Parmi ces résidences principales, 90 % sont des maisons individuelles tandis que 2 % sont des appartements. En moyenne, une habitation comporte 4,9 pièces au lieu de 5,1 en 2008 et un appartement compte 3 pièces comme en 2008.

## Toponymie
Le nom de la localité est attesté sous les noms de La Mote en 1270, Li Moute au XIVe siècle, Mota en 1436, La Mote en Blésy en 1768, La Mothe en 1682, La Motte en Blaizy en 1732, La Motte en Blésy en 1769, La Motte en Blaisois en 1773 et Lamothe-en-Blaizy en 1858.
Pour Ernest Nègre, l'origine du mot « Lamothe » vient de l'oïl motte qui signifie « levée de terre, tertre isolé ». Il signifie également un emplacement élevé où l'on a bâti un château et ce mot a une origine celtique. Le mot « Blaisy » tire son origine de la Blaise, d'où le terme bletia, signifiant « cours (d'eau) du loup » et d'un suffixe latin en -ensis qui a donné is pour permettre de désigner une région ou un pays. Le terme bletia est d'ailleurs une composition d'un mot probablement celtique blet, signifiant loup et du suffixe en latin, -ia, qui sert à désigner un cours d'eau.

## Histoire
La commune déléguée formait une seigneurie vers le XIIe siècle, appartenant au seigneur de Vignory,. Avant la Révolution française, la famille de Mandat sont les derniers seigneurs de la localité.
En 1483, Regnault Duchâtelet, seigneur de Vignory et de la commune déléguée, accorde au moine de l'abbaye de Clairvaux, le droit de prendre des pierres dans la carrière située à Lamothe-en-Blaisy, mais il demande en échange une messe chaque année pour le repos de son âme,. Ces pierres servent également à l'entretien des bâtiments de l'abbaye.
Avant la Révolution française, Lamothe-en-Blaisy ressort de la généralité de Châlons, de l'élection de Bar-sur-Aube, du bailliage et de la prévôté de Chaumont. Elle appartenait également au bailliage de Chaumont. Au niveau ecclésiastique, la paroisse fait partie du diocèse de Langres.
Lors de la Révolution française, la paroisse de Lamothe-en-Blaisy est transformée en une commune indépendante à la suite du décret du 11 novembre 1789 et de la loi du 14 décembre 1789. Lamothe-en-Blaisy est intégrée au département de la Haute-Marne, au district de Chaumont et au canton de Blaise. En 1801, la commune est rattachée à l'arrondissement de Chaumont et au canton de Juzennecourt.
Par arrêté préfectoral du 30 novembre 2016, la commune de Lamothe-en-Blaisy devient le 1er janvier 2017, une commune déléguée de Colombey-les-Deux-Églises

## Politique et administration

### Rattachements administratifs
Jusqu'au redécoupage cantonal de 2014, la commune faisait partie du canton de Juzennecourt et de l'arrondissement de Chaumont.
Depuis le 1er janvier 2017, Lamothe-en-Blaisy est une commune déléguée de la commune nouvelle de Colombey les Deux Églises.

### Rattachements électoraux
La commune dépend :
- de la deuxième circonscription de la Haute-Marne dont le député — réélu le 18 juin 2017 — est François Cornut-Gentille (Les Républicains)[22] ;
- et depuis le redécoupage cantonal de 2014 du canton de Châteauvillain. À l'issue du premier tour des élections départementales de 2015, Marie-Claude Lavocat (DVD) et Stéphane Martinelli (DVD) sont élus conseillers départementaux de ce canton[23].

### Tendances politiques et résultats
L'électorat de Lamothe-en-Blaisy est ancré à droite, où les candidats de cette famille politique arrivent quasiment en tête à chaque élection locale, régionale et nationale, même s'il ne reflète pas la tendance de l'élection. L'électorat se mobilise plus que la moyenne nationale à chaque élection. Seulement, depuis l'élection présidentielle de 2012, le FN effectue une percée et bouleverse le schéma électoral traditionnel et supplante la droite comme premier parti en tête dès le premier tour. Pour l'élection présidentielle de 2012, Marine Le Pen est arrivée en tête dès le premier tour, avec 43,14 % des suffrages exprimés en devançant largement Nicolas Sarkozy, UMP, avec 17,65 % des suffrages exprimés. Le FN est arrivé également largement en tête lors des élections européennes de 2014 et aux élections régionales de 2015.

#### Élections présidentielles les plus récentes
Lors du second tour de l'élection présidentielle de 2007, Nicolas Sarkozy, UMP, élu, avait obtenu 63,08 % des suffrages et Ségolène Royal, PS, 36,92 % des suffrages ; le taux de participation était de 91,78 %.
Lors du second tour de l'élection présidentielle de 2012, François Hollande, PS, élu, avait recueilli 39,58 % des suffrages et Nicolas Sarkozy, UMP, 60,42 % des suffrages ; le taux de participation était de 88,89 %.

#### Élections locales les plus récentes
Lors du premier tour des élections départementales de 2015, le binôme Marie-Claude Lavocat et Stéphane Martinelli, divers droite, élu, avait obtenu 51,43 % des suffrages et le binôme Nadine Küng et Roland Magisson, FN, 48,57 % des suffrages ; le taux de participation était de 75,38 %.
Lors du second tour des élections régionales de 2015, la liste de Florian Philippot, FN avait recueilli 50 % des suffrages et la liste de Philippe Richert, Les Républicains, élu, 46,78 % des suffrages ; le taux de participation était de 31,58 %.

#### Élections municipales les plus récentes
Lors des élections municipales de 2008, sur les 9 conseillers municipaux, 8 ont été élus dès le premier tour et 1 a été élu au second tour; le taux de participation était de 90,14 % dès le premier tour et de 81,69 % au second tour.
Lors des élections municipales de 2014, les 7 conseillers municipaux ont été élus dès le premier tour ; le taux de participation était de 81,61 %.

### Administration municipale

#### Commune déléguée
Depuis le 1er janvier 2017, Lamothe-en-Blaisy a perdu son autonomie municipale. Les 7 conseillers municipaux de la commune et les 15 conseillers municipaux de Colombey-les-Deux-Églises forme le conseil municipal de la commune nouvelle jusqu'au renouvellement de 2020, où ce chiffre reviendrait à 15 conseillers municipaux pour l'ensemble de la commune nouvelle.
Comme commune déléguée, Lamothe-en-Blaisy dispose d'un maire déléguée, désigné par le conseil municipal de la commune nouvelle. Audrey Guitreau est devenue maire délégué, de droit, car elle était maire avant la fusion. Après sa démission, Clotilde Juhé a été élue maire déléguée en novembre 2017 jusqu'au prochain renouvellement en 2020. La commune déléguée garde également une annexe de la mairie et un état-civil pour les habitants. Elle peut avoir un conseil de la commune déléguée par décision du conseil municipal de la commune nouvelle qui désigne ses membres et ses compétences. Elle ne dispose pas d'un sectionnement électoral et d'une section du CCAS.

#### Avant la fusion
Avant la création de la commune nouvelle de Colombey-les-Deux-Églises, le nombre d'habitants lors du dernier recensement de 2011 étant compris entre 0 et 99 habitants, le nombre de membres du conseil municipal est de 7, à la suite des élections de 2014. Ce nombre a été abaissé par rapport à l'élection de 2008, où il était de 9 conseillers municipaux pour la même tranche de population. Le dernier maire de la commune est Audrey Guitreau, SE, entre mars 2014 et décembre 2016. Elle porte également le code commune 52262, code qu'elle conserve après sa fusion.

### Liste des maires
La liste ci-dessous recense le nom des maires avant la fin de son autonomie au 1er janvier 2017 :
| Période                                  | Période       | Identité            | Étiquette | Qualité |
| ---------------------------------------- | ------------- | ------------------- | --------- | ------- |
| mars 2001                                | mars 2008     | Christian Delacroix |           |         |
| mars 2008                                | mars 2014     | Odile Bertin        |           |         |
| mars 2014                                | décembre 2016 | Audrey Guitreau     |           |         |
| Les données manquantes sont à compléter. |               |                     |           |         |

### Liste des maires délégués
La liste ci-dessous indique le nom des maires délégués depuis le 1er janvier 2017 :
| Période                                  | Période       | Identité        | Étiquette | Qualité                                              |
| ---------------------------------------- | ------------- | --------------- | --------- | ---------------------------------------------------- |
| janvier 2017                             | novembre 2017 | Audrey Guitreau |           |                                                      |
| novembre 2017                            | En cours      | Clotilde Juhé   |           | Employée de commerce Réélue pour le mandat 2020-2026 |
| Les données manquantes sont à compléter. |               |                 |           |                                                      |

### Instances judiciaires et administratives
Les habitants de Lamothe-en-Blaisy relèvent de la juridiction du tribunal de grande instance de Chaumont (préfecture du département), du tribunal administratif de Châlons-en-Champagne et de la Cour d'appel de Dijon,.
En matière de commerce, les habitants de Lamothe-en-Blaisy relèvent également de la juridiction du tribunal de commerce de Chaumont qui ressort du tribunal de grande instance de Dijon.
La commune déléguée est du ressort de la circonscription de gendarmerie de la brigade de proximité de Colombey-les-Deux-Églises.

### Intercommunalités
Avant sa fusion, Lamothe-en-Blaisy faisait partie de l'agglomération de Chaumont, regroupant 25 communes membres avec Chaumont pour siège. L'organisme intercommunal intervient dans plusieurs domaines: Action sociale, aménagement de l'espace, tourisme, développement et aménagement social et culturel, développement et aménagement économique, assainissement, traitement et collecte des déchets, etc.
Le Syndicat Intercommunal de Transports Scolaires de Colombey les 2 Eglises, un SIVU, assurait le transport scolaire entre les communes membres pour les enfants scolarisés à Colombey-les-Deux-Églises. Fondé le 2 août 1961, elle regroupait 19 communes.
Le Syndicat départemental d'Energie et des Déchets 52 (Sded 52) s'occupe essentiellement de la production et de la distribution d'électricité, de l'éclairage public et de la collecte et du traitement des déchets. Le syndicat mixte fermé a été créé le 1er janvier 2016 et regroupait 427 communes.
La commune était également membre du Syndicat Mixte de Collecte et de Traitement des Ordures Ménagères Centre Haute-Marne ou SMICTOM Centre Haute-Marne, créé le 23 avril 1982. Il s'occupe aussi du traitement et de la collecte des déchets des ménages et avait 37 membres.

### Politique environnementale

#### Eau potable et assainissement
L'alimentation en eau potable de Lamothe-en-Blaisy est assurée par une régie publique des eaux prélevée sur le territoire de la commune.

#### Déchets ménagers
Une déchèterie, sur le territoire de la commune de Chaumont, est accessible aux habitants de la commune mais une nouvelle déchèterie, mise en place par le Sded 52, est en cours d'installation à Colombey-les-Deux-Eglises,.

### Finances locales
Le tableau ci-dessous présente quelques éléments sur des finances locales de Lamothe-en-Blaisy, durant une période de dix ans :
| Années | Résultat comptable | Résultat comptable   | Besoin () ou capacité () de · financement des investissements | Besoin () ou capacité () de · financement des investissements | Capacité d'autofinancement (CAF) | Capacité d'autofinancement (CAF) |
| Années | Lamothe-en-Blaisy  | Moyenne de la strate | Lamothe-en-Blaisy                                             | Moyenne de la strate                                          | Lamothe-en-Blaisy                | Moyenne de la strate             |
| ------ | ------------------ | -------------------- | ------------------------------------------------------------- | ------------------------------------------------------------- | -------------------------------- | -------------------------------- |
| 2005   | 202                | 178                  | 578                                                           | 7                                                             | 202                              | 180                              |
| 2006   | 130                | 208                  | 7                                                             | 0                                                             | 130                              | 209                              |
| 2007   | 164                | 220                  | 214                                                           | 17                                                            | 162                              | 224                              |
| 2008   | 189                | 209                  | 68                                                            | 14                                                            | 189                              | 215                              |
| 2009   | 169                | 201                  | 588                                                           | 16                                                            | 169                              | 209                              |
| 2010   | 11                 | 195                  | 511                                                           | 26                                                            | 11                               | 203                              |
| 2011   | 307                | 230                  | 100                                                           | 5                                                             | 330                              | 240                              |
| 2012   | 245                | 218                  | 144                                                           | 7                                                             | 260                              | 227                              |
| 2013   | 199                | 186                  | 214                                                           | 198                                                           | 214                              | 198                              |
| 2014   | 220                | 188                  | 551                                                           | 22                                                            | 235                              | 201                              |
| 2015   | 169                | 178                  | 165                                                           | 14                                                            | 186                              | 191                              |

Quelques remarques peuvent être faites, en comparant Lamothe-en-Blaisy aux autres communes de la même strate (communes de moins 250 habitants). Le résultat comptable et la capacité d'autofinancement évoluent de manière assez comparable, sans qu'aucune de leurs valeurs soient particulièrement remarquables. La capacité de la commune à financer ses investissements subit souvent les mêmes fluctuations que la moyenne de sa strate, avec toutefois une amplitude plus forte et des divergences en 2008, 2011, 2012 et 2015.

## Population et société

### Démographie

#### Évolution démographique
Ses habitants sont appelés les Lamothois.
Avant la mise en place des recensements individuels, les registres paroissiaux de Lamothe-en-Blaisy, connus à partir de 1673, indiquent une population de 95 feux en 1709, soit environ 475 habitants. Le nombre de feux passe à 54 feux, soit environ 270 habitants en 1720. Ce chiffre remonte à 56 feux, soit environ 280 habitants en 1753 et repasse à 54 feux, soit environ 270 habitants en 1763.
L'évolution du nombre d'habitants est connue à travers les recensements de la population effectués dans la commune depuis 1793. Pour les communes de moins de 10 000 habitants, une enquête de recensement portant sur toute la population est réalisée tous les cinq ans, les populations de référence des années intermédiaires étant quant à elles estimées par interpolation ou extrapolation. Pour la commune, le premier recensement exhaustif entrant dans le cadre du nouveau dispositif a été réalisé en 2007.

En 2021, la commune comptait 66 habitants, en évolution de −2,94 % par rapport à 2015 (Haute-Marne : −4,62 %, France hors Mayotte : +2,11 %).
| 1793 | 1800 | 1806 | 1821 | 1831 | 1836 | 1841 | 1846 | 1851 |
| ---- | ---- | ---- | ---- | ---- | ---- | ---- | ---- | ---- |
| 320  | 222  | 324  | 335  | 435  | 388  | 396  | 390  | 406  |

| 1856 | 1861 | 1866 | 1872 | 1876 | 1881 | 1886 | 1891 | 1896 |
| ---- | ---- | ---- | ---- | ---- | ---- | ---- | ---- | ---- |
| 351  | 360  | 336  | 288  | 298  | 272  | 256  | 250  | 233  |

| 1901 | 1906 | 1911 | 1921 | 1926 | 1931 | 1936 | 1946 | 1954 |
| ---- | ---- | ---- | ---- | ---- | ---- | ---- | ---- | ---- |
| 193  | 189  | 164  | 168  | 100  | 117  | 100  | 108  | 92   |

| 1962 | 1968 | 1975 | 1982 | 1990 | 1999 | 2006 | 2007 | 2012 |
| ---- | ---- | ---- | ---- | ---- | ---- | ---- | ---- | ---- |
| 98   | 92   | 83   | 92   | 81   | 65   | 75   | 76   | 71   |

| 2017 | 2021 | - | - | - | - | - | - | - |
| ---- | ---- | - | - | - | - | - | - | - |
| 59   | 66   | - | - | - | - | - | - | - |

#### Pyramide des âges
En 2013, sur les 73 habitants de Lamothe-en-Blaisy, 52,05 % sont des hommes et 47,95 % sont des femmes.
| Hommes | Classe d’âge | Femmes |
| ------ | ------------ | ------ |
| 0,0    | 90 ans ou +  | 0,0    |
| 2,7    | 75 à 89 ans  | 11,8   |
| 27     | 60 à 74 ans  | 14,7   |
| 13,5   | 45 à 59 ans  | 14,7   |
| 24,5   | 30 à 44 ans  | 29,4   |
| 5,4    | 15 à 29 ans  | 5,9    |
| 27     | 0 à 14 ans   | 23,5   |

| Hommes | Classe d’âge | Femmes |
| ------ | ------------ | ------ |
| 0,6    | 90 ans ou +  | 1,8    |
| 8,1    | 75 à 89 ans  | 12,2   |
| 17,4   | 60 à 74 ans  | 17,5   |
| 21,5   | 45 à 59 ans  | 21,2   |
| 17,9   | 30 à 44 ans  | 16,9   |
| 17,1   | 15 à 29 ans  | 14,3   |
| 17,4   | 0 à 14 ans   | 16,1   |

#### Variation annuelle de la population et taille des ménages entre 1968 et 2013
L'évolution de la population de Lamothe-en-Blaisy sur la période 1968-2013 est surtout calquée sur son solde migratoire, souvent négatif, qui est positif uniquement lors des deux recensements en 1975 et 2007. Le solde naturel n'offre aucune tendance claire,.
Sur la même période, la diminution de la taille des ménages est notable, 2,2 occupants en 2013 au lieu de 3,1 occupants en 1968.
|                                           | 1968 - 1975 | 1975 - 1982 | 1982 - 1990 | 1990 - 1999 | 1999 - 2008 | 2008 - 2013 |
| ----------------------------------------- | ----------- | ----------- | ----------- | ----------- | ----------- | ----------- |
| Taux de variation annuel de la population | - 1,5       | + 1,5       | - 1,6       | - 2,4       | + 2,6       | - 2,3       |
| Solde naturel                             | + 0,8       | + 0,8       | + 0,1       | + 0         | + 0,8       | + 1,1       |
| Solde migratoire                          | - 2,3       | + 0,7       | - 1,7       | - 2,4       | + 1,8       | - 3,3       |

### Enseignement
La commune de Lamothe-en-Blaisy est rattachée à l'académie de Reims. Cette académie fait partie de la Zone B pour son calendrier de vacances scolaires.
Aucun établissement d'enseignement n'est présent à Lamothe-en-Blaisy. Le groupement scolaire d'enseignement primaire le plus proche est le groupe scolaire Yvonne de Gaulle à Colombey-les-Deux-Églises, comptant 153 élèves en 2017, regroupant les élèves de maternelle et de cours élémentaire.
Pour le secondaire, le collège se trouve également à Colombey-les-Deux-Églises. Les lycées publics d'enseignement général et d'enseignement technique se trouvent à Chaumont. Un lycée privé d'enseignement général et d'enseignement technique est également présent à Chaumont.
Pour l'enseignement supérieur, des établissements se trouvent, dans l'académie de Reims, à Chaumont, à Troyes, à Chalons-en-Champagne et à Reims. Les étudiants peuvent aussi aller vers des établissements situés à Dijon dans l'académie homonyme.

### Santé et service d'urgence
Au 1er janvier 2017, aucun médecin généraliste n'exerce sur la commune de Lamothe-en-Blaisy. Le praticien le plus proche exerce à Colombey-les-Deux-Églises. Il en est de même pour l'officine pharmaceutique. Pour des médecins spécialisés et des dentistes, il faut se rendre à Chaumont, ou à Bar-sur-Aube. Dans le domaine paramédicale, des infirmières se trouvent, l'un à Colombey-les-Deux-Églises et l'autre à Harricourt.
Pour les hospitalisation, les urgences et la chirurgie, le centre hospitalier le plus proche est celui de Chaumont, mais les habitants peuvent se rendre à celui de Bar-sur-Aube. Les deux EHPAD les plus proches se situent l'un à Maranville et l'autre à Bayel.
Pour la sécurité en matière d'incendie et de sauvetage, les pompiers du centre de secours de Colombey-les-Deux-Églises, rattaché au SDIS de la Haute-Marne, sont compétent.

### Médias et télécommunication
Le quotidien local Le Journal de la Haute-Marne et le journal hebdomadaire Voix de la Haute-Marne diffuse leur journal sur la région de Chaumont et le département de la Haute-Marne.
Parmi les chaines de télévision de télévision numérique terrestre (TNT) accessibles à tous les habitants de Lamothe-en-Blaisy, depuis l'émetteur de Troyes-Les Riceys situé aux Riceys, France 3 Champagne-Ardenne relaient les informations locales.
Parmi les nombreuses stations de radio disponibles, on peut citer France Bleu Champagne-Ardenne.
En 2017, l'internet haut débit via la technique ADSL 2+ est possible pour tous les abonnés à un réseau de téléphonie fixe depuis le NRA installée à Colombey-les-Deux-Églises avec des débits inférieurs à 3 Mbit/s,.

### Cultes
Le territoire de la commune dépend de la paroisse Saint Bernard, au sein du diocèse de Langres, au même titre que les trente-une autres paroisses. En 2017, l'église Saint-Nicolas est l'un des lieux de culte de cette paroisse. Monseigneur Joseph de Metz-Noblat est à la tête du diocèse de Langres depuis 2014.
Concernant d'autres religions, les lieux de cultes les plus proches sont le temple de Chaumont pour les protestants, la synagogue de Troyes pour les juifs et la mosquée de Joinville pour les musulmans.

## Économie

### Revenus de la population
En 2013, le revenu disponible médian par unité de consommation (UC) est inconnu sur les ménages fiscaux de la commune. La moyenne nationale situé à 20 184 €, et la moyenne départementale est à 18 718 €, un chiffre en dessous de la moyenne nationale.

### Emploi
Les deux tableaux ci-dessous présentent les chiffres clé de l'emploi à Lamothe-en-Blaisy et leur évolution sur les cinq dernières années,
|                               | Lamothe-en-Blaisy (2008) | Lamothe-en-Blaisy (2013) | Évolution  |
| ----------------------------- | ------------------------ | ------------------------ | ---------- |
| Population de 15 à 64 ans     | 49                       | 39                       | - 20,41 %  |
| Actifs (en %)                 | 69,9                     | 81,6                     | + 16,74 %  |
| dont :                        |                          |                          |            |
| Actifs ayant un emploi (en %) | 64,4                     | 71,1                     | + 10,4 %   |
| Chômeurs (en %)               | 4,4                      | 10,5                     | + 238,63 % |

|                                      | Lamothe-en-Blaisy (2008) | Lamothe-en-Blaisy (2013) | Évolution |
| ------------------------------------ | ------------------------ | ------------------------ | --------- |
| Nombre d'emplois dans la zone        | 7                        | 4                        | - 42,86 % |
| Indicateur de concentration d'emploi | 23,1                     | 14,6                     | - 36,8 %  |

Sur cinq ans, la population potentiellement active (habitants âgés de 15 à 64 ans) de Lamothe-en-Blaisy a fortement augmenté. Son taux d'emploi s'est amélioré et le taux de chômage a également augmenté également. Le nombre d'emplois dans la zone (« offre ») a largement diminué et le nombre mais le nombre d'actifs (« demande ») a augmenté, ce qui à conduits à une dégradation de l'indicateur de concentration d'emploi; seuls 14,6 emplois sont proposés pour 100 actifs.
En 2013, les actifs résidant à Lamothe-en-Blaisy travaillent en très grande majorité dans une autre communes du département (92,6 %), soit les neuf-dixièmes de la population; ils ne sont que 7,4 % à occuper un emploi dans leur commune de résidence. Par rapport à 2007, le nombre de travailleurs dans une autre commune du département est en progression de 12,6 % tandis que ceux travaillant dans la commune ont fortement diminué de 12,6 %.

### Tissu économique
Le tableau ci-dessous détaille le nombre d'entreprises implantées à Lamothe-en-Blaisy selon leur secteur d'activité et le nombre de leurs salariés :
|                                                              | Total | %     | 0 salarié | 1 à 9 salariés | 10 à 19 salariés | 20 à 49 salariés | 50 salariés ou plus |
| ------------------------------------------------------------ | ----- | ----- | --------- | -------------- | ---------------- | ---------------- | ------------------- |
| Ensemble                                                     | 6     | 100,0 | 5         | 1              | 0                | 0                | 0                   |
| Agriculture, sylviculture et pêche                           | 0     | 0     | 0         | 0              | 0                | 0                | 0                   |
| Industrie                                                    | 0     | 0     | 0         | 0              | 0                | 0                | 0                   |
| Construction                                                 | 2     | 33,3  | 1         | 1              | 0                | 0                | 0                   |
| Commerce, transports, services divers                        | 3     | 50    | 3         | 0              | 0                | 0                | 0                   |
| dont commerce et réparation automobile                       | 0     | 0     | 0         | 0              | 0                | 0                | 0                   |
| Administration publique, enseignement, santé, action sociale | 1     | 16,7  | 1         | 0              | 0                | 0                | 0                   |
| Champ : ensemble des activités.                              |       |       |           |                |                  |                  |                     |

L'unique entreprise implantée à Lamothe-en-Blaisy est en 2013 une très petite entreprise (TPE), employant au maximum 9 salariés, emploie au total qu'un seul salarié

#### Agriculture
Le tableau ci-dessous présente les principales caractéristiques des exploitations agricoles de Lamothe-en-Blaisy, observées sur une période de 22 ans :
|                                            | 1988 | 2000    | 2010    |
| ------------------------------------------ | ---- | ------- | ------- |
| Nombre d’exploitations                     | 6    | 3       | 1       |
| Équivalent Unité de travail annuel         | 6    | 3       | 1       |
| Surface Agricole Utile (SAU) (ha)          | 270  | 166     | 1       |
| Cheptel (nombre de têtes)                  | 122  | 14      | 0       |
| Terres labourables (ha)                    | 216  | inconnu | inconnu |
| Superficie moyenne d’une exploitation (ha) | 45   | 55,33   | 1       |

Lamothe-en-Blaisy a perdu quasiment la moitié des établissements actifs qui opèrent dans ce domaine en 2010 sur son territoire. Le nombre d'exploitation a diminué de 83,33 % depuis 1988. La SAU a diminué totalement pour arriver à 1 ha, et également la surface moyenne des exploitations qui a suivi le même mouvement.

## Culture locale et patrimoine

### Lieux et monuments

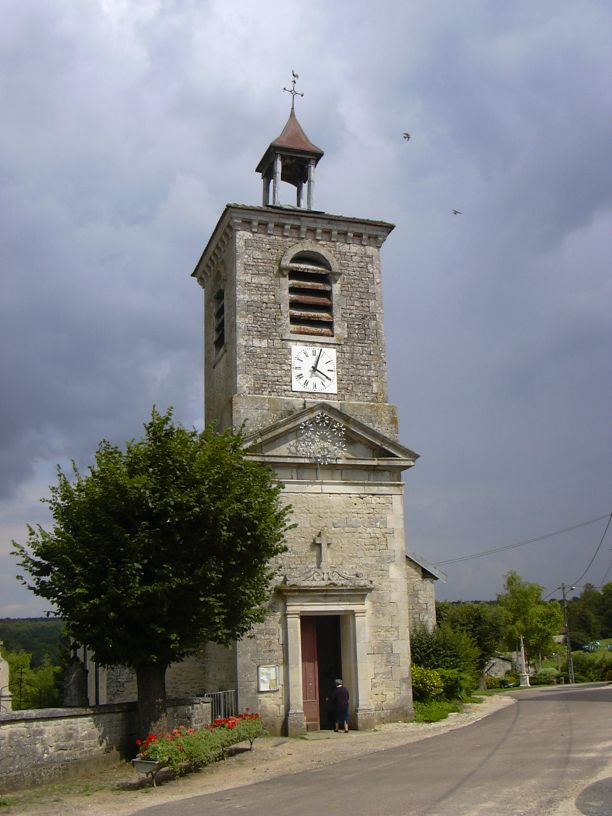
L'église Saint-Nicolas.

- L'église Saint-Nicolas est un édifice ayant eu une grande restauration intérieure au cours du XIXe siècle[91]. Elle possède avec un chœur remontant au XIIIe siècle qui a été remanié à l'intérieur au XIXe siècle[91]. La tour du clocher date du XVIIIe siècle[91]. La nef et la partie supérieure ont été reconstruites aux XIXe siècle[91]. L'église est en forme de plan allongé avec des murs extérieurs composés de calcaire ou de pierre de taille ou de moellons avec chaîne en pierre de taille[91]. Elle fait actuellement partie de la paroisse Saint-Bernard du diocèse de Langres, regroupant Colombey-les-Deux-Églises et des communes alentour[92].

### Sites naturels
Deux zones naturelles d'intérêt écologique, faunistique et floristique (ZNIEFF) sont recensées sur le territoire de Lamothe-en-Blaisy: les prairies de la vallée de la Blaise et forêts riveraines et l'ancienne carrière de Lamothe-en-Blaisy.
La zone de la ZNIEFF des prairies de la vallée de la Blaise et forêts riveraines est située entre Lamothe-en-Blaisy et Lachapelle-en-Blaisy. Elles représentent encore un type de prairie ancienne, typique de la Haute-Marne. Cet habitat recèle de narcisses des poètes, de niveoles de printemps et d'alytes coucheurs. Le site est en bon état, même si la rivière a été recalibrée, mais l'avenir de cette ZNIEFF est incertain.
L'ancienne carrière de Lamothe-en-Blaisy servait à l'extraction de pierres de taille depuis le dix-huitième siècle. Située au nord du village en bordure de la vallée de la Blaise, elles abritent, sous forme de colonie, différentes espèces de chauves-souris comme le Grand murin, le Grand rhinolophe et le Petit rhinolophe. Ce site représente une partie importante des effectifs de chauves-souris hibernant en milieu souterrain dans la partie centrale de la Haute-Marne. Ces espèces sont protégées depuis 1981 en France et aussi par la convention de Berne.